# Kiatak
Kiatak (danese Northumberland Ø) è un'isola disabitata della Groenlandia di 330 km². Si trova a 77°22'N 71°55'O; appartiene al comune di Avannaata.